# Metalcore
Metalcore es un subgénero musical que mezcla hardcore punk con elementos del metal extremo principalmente del crossover thrash y del beatdown hardcore. El término es un acrónimo de heavy metal y hardcore punk.
Al parecer el término obtuvo su significado actual a mediados de los años 1990 (para describir a bandas como Earth Crisis, Deadguy e Integrity), las bases del género fueron establecidas en los inicios de 1989 con el trabajo de Integrity. La fusión del metal con el hardcore ya había existido años antes en diferentes formas, como el crossover thrash con una mayor influencia del hardcore punk (también conocido como hardcore «de la vieja escuela») y el thrash metal de finales de los años 1980. El metalcore se distingue de otras fusiones del punk metal por su énfasis en los breakdowns: lentas e intensas partes que conducen al mosh.

## Historia

### Precursores (1977-1984)
Black Flag, Bad Brains y los pioneros del hardcore, admiraban a bandas de heavy metal como Black Sabbath, e intentaban agregar composiciones un poco más complejas al punk original. Bandas inglesas de street punk como Discharge y The Exploited también tomaron inspiración del metal. The Misfits empezaron a tomar elementos de Motörhead, haciéndose una influencia crucial en el thrash metal. Aun así, estas bandas solo tomaban pequeñas influencias metal y no se consideraban como un híbrido entre metal y hardcore como tal. Por esta razón, las culturas punk y metal se mantuvieron separadas hasta la mitad de los años 1980.

### Crossover thrash (1984-1989)
La primera fusión entre el metal y el hardcore se produjo con la escena del crossover thrash, la cual fue gestada en Berkeley en un club llamado Ruthie's, en 1984. El término «metalcore» fue originalmente usado para referirse a estas bandas. Bandas de hardcore punk como Corrosion of Conformity, Dirty Rotten Imbeciles, The Accüsed y Suicidal Tendencies tocaron al lado de bandas thrash metal como Metallica y Slayer. Esto influenció la escena skinhead del hardcore neoyorquino, la cual también se gestó en 1984, e incluyó bandas como Cro-Mags, Murphy's Law, Agnostic Front y Warzone. Los Cro-Mags fueron los que más influyeron entre esas bandas, usando elementos de Bad Brains, Motörhead, y Black Sabbath. Cro-Mags también apoyó el movimiento straight edge formado por Minor Threat. Otras bandas de neoyorquinas de straight edge incluían Gorilla Biscuits, Youth of Today y Crumbsuckers quienes iniciaron el estilo youth crew, un subgénero del hardcore punk con influencia del crossover thrash y hardcore melódico, que pronto tomaría más influencia del heavy metal. 1985 vio el nacimiento del breakdown, una amalgama de la influencia reggae y metal de Bad Brains. Cause for Alarm de Agnostic Front, una colaboración con Peter Steele, fue visto como un inicio en la fusión del hardcore y el metal.

### Metallic hardcore (1989-2000)
Entre 1989 y 1995 emergió una nueva ola de bandas hardcore, creando composiciones más complejas y violentas, a las que se les conoció como «metallic hardcore» o también como «new school hardcore». Esas incluían Unbroken, Chokehold, Integrity, Earth Crisis, Converge, Madball, Starkweather, Judge, Bloodlet, Strife, Rorschach, Cave In, Vision of Disorder, Hatebreed, Disembodied y Candiria entre otros. Integrity tomó como primera influencia el hardcore creado por Cro-Mags y el thrash metal de Slayer, con elementos de Septic Death, Samhain, Motörhead y Joy Division. Earth Crisis, Converge y Hatebreed también usaron elementos del death metal. Biohazard, Coalesce, y Shai Hulud fueron también grupos importantes en el inicio del metalcore. Estos grupos a veces son llamados como bandas de «metallic hardcore» o «hardcore metálico» para diferenciarlas de lo que hoy en día se llama «metalcore».
La provincia de Flandes Occidental, en Bélgica, ha albergado la escena hardcore H8000, la cual tomó una fuerte influencia del metal extremo, además de un estilo de vida straight edge vegano. Algunas de estas bandas fueron pioneras en el metalcore y deathcore, como Congress, Liar, Blindfold, Shortsight, Regression y Spirit of Youth. El sello Good Life Recordings fue importante en la difusión del material de las bandas de la escena.

### Metalcore melódico (2000-presente)
A finales de los años 1990 apareció una tercera ola de bandas metalcore, quienes ponían especial énfasis en la melodía, llamadas por los conocedores del género y por algunos medios como «metalcore melódico».
La agrupación norteamericana Day of Suffering fue de las primeras en intentar fusionar el death metal melódico con el sonido del hardcore punk, iniciando un proceso de acercamiento entre ambos estilos concretado en grupos como Undying y Prayer for Cleansing. Aparte de las fusiones entre death metal y el metalcore aparecieron otras como era el caso de los grupos 40 Below Summer, Torch, Insane y Black Bomb A que comenzaron a combinar metalcore y deathcore con nu metal.
A mediados de los años 2000, el metalcore melódico emergió como una fuerza comercial, ya que importantes sellos independientes firmaron con bandas de este género, como fue en el caso de Shadows Fall con Century Media, Unearth con Metal Blade, y Killswitch Engage con Roadrunner. Esta última banda marca un punto de inflexión en la evolución del metalcore melódico, con la introducción de coros vocales melódicos además de la fusión entre hardcore punk y death metal melódico, creando así la fórmula básica que luego adoptarían muchas otras bandas como Trivium, Still Remains, Darkest Hour, Bleeding Through, Heaven Shall Burn, Threat Signal, Underoath, Atreyu, Avenged Sevenfold y All That Remains. A la influencia del death metal melódico particularmente de In Flames y At the Gates, se añade el uso frecuente de voces limpias y bastante menos distorsión que las antiguas bandas y una mejor producción al grabar los discos, a diferencia de los grupos de metalcore anteriores, e incluso marcando distancias con otros grupos de metalcore con influencias del death metal melódico como Himsa, Dead To Fall, Confronto y Fear My Thoughts, que ponen mayor énfasis en la velocidad y brutalidad de la música.
Algunos de estos grupos como Shadows Fall han hablado sobre su afición al glam metal de los años 1980. Las bandas de metalcore melódico han sido descritas como «revivir los clichés del metal de los años 1980», como el «gran uso de máquinas de humo, increíbles solos, y el uso de "tres bombos" en la batería».
Hacia el 2004, el metalcore melódico se hizo bastante popular con The End of Heartache de Killswitch Engage y The War Within de Shadows Fall debutando en los número 21 y 20, respectivamente, en el Billboard. 
Más tarde, el álbum de Underoath Define the Great Line, publicado en 2006, llegó al número 2 en el Billboard 200, mientras que Scream Aim Fire de la banda galesa Bullet for My Valentine, lanzado en 2008, alcanzó la posición número 4. Ese mismo año el álbum Shogun de la banda estadounidense Trivium alcanzó el puesto #23 del Billboard 200 y el puesto #1 en las listas de Hard Rock del Reino Unido. Por su parte, los álbumes An Ocean Between Us y The Powerless Rise de As I Lay Dying, alcanzaron las posiciones 8 y 10 del mismo ranking. También los trabajos realizados por Hatebreed e In This Moment han alcanzado significativas cotas en estas listas. Las bandas de metalcore han tenido prominentes espacios en los festivales de Ozzfest, Download Festival y el Warped Tour.

### Continúa la popularidad y aparición de subgéneros (2010-presente)
Muchas bandas exponentes del metalcore melódico se separaron como As I Lay Dying o cambiaron su sonido, como es el caso de Atreyu, Avenged Sevenfold, Bullet For My Valentine o Black Veil Brides hacia el hard rock mientras que Trivium fue experimentando con otros géneros como el metal progresivo, el groove metal o el heavy metal.
Sin embargo, a fines de la década de los 2000's el metalcore fue abandonando sus influencias del heavy metal y el death metal melódico típicas del metalcore melódico y fue incorporando elementos de géneros como el post - hardcore, hardcore melódico, emo, rock alternativo e incluso de la música electrónica. 
Otras bandas como August Burns Red, For Today, Miss May I, Bury Tomorrow, Parkway Drive, I Killed The Prom Queen, Caliban o Architects mantuvieron un estilo más parecido al metalcore melódico de los años 2000s.
Sumerian Records señaló que a fines de la década de 2000 "ha habido un excedente de hardcore electrónico". Attack Attack! a menudo se reconoce como el principal contribuyente estadounidense de este estilo de metalcore con su álbum "Sunday Came Suddenly" de 2008 Muchas más bandas salieron con un estilo similar como Asking Alexandria, Of Mice & Men, Escape the Fate, The Devil Wears Prada, Memphis May Fire, Blessthefall, We Came as Romans, Crown the Empire, The Word Alive, Bad Omens, entre otras.
El álbum Dead Throne de The Devil Wears Prada de 2011 (que vendió 32.400 en su primera semana) alcanzó el número 10 en la lista Billboard 200. Asking Alexandria también logró el éxito, con su canción principal de 2009 "Final Episode (Let's Change the Channel)" que obtuvo la certificación de oro de la RIAA El álbum de 2011 de la banda, Reckless & Relentless, alcanzó el puesto número 9 en el Billboard 200.
Muchas otras bandas de metalcore surgieron, incorporando sonidos de otros géneros musicales y lograron mucho éxito. Motionless in White y Ice Nine Kills incorporaron influencias góticas y del cine de terror en su música, Oceans Ate Alaska del metal progresivo y el math rock , Falling in Reverse y Attila elementos de la música hip hop, Woe, Is Me e Issues del R&B/soul y pop, I Prevail añade sus elementos de nu metal, rap metal y trap, A Day to Remember, Sleeping with Sirens y Chunk! No, Captain Chunk! se caracterizaron por su mezcla de pop punk y metalcore, Northlane y Bad Omens con sus elementos de industrial, Dayseeker y The Plot in You con sus elementos de rock alternativo, y grupos como Bring Me the Horizon incursionaron con elementos del post-rock, música electrónica y la música sinfónica.

### Metallic Hardcore Revival (fines de los 2010- actualidad)
Bandas como The Ghost Inside o los franceses Rise of the Northstar adquirieron éxito con un estilo musical muy similar al del metalcore de los años noventa.
En 2018, un artículo en Kerrang! se refirió a un renacimiento de un estilo anterior de metalcore, descrito como "una combinación oscura y poderosa de la furia honesta del hardcore y el riff despiadado del thrash", citando a Vein, Vatican, Thirty Nights of Violence y Chamber como los pioneros del estilo. The Odyssey también se refirió a Code Orange, Knocked Loose, Varials, Jesus Piece, Counterparts, Employed to Serve y Kublai Khan como grupos que obtuvieron un éxito significativo dentro del género.
Code Orange logró elogios de la crítica y el éxito con su debut en Roadrunner Records con Forever en 2017 mezclando metalcore con sludge metal, grunge, metal industrial y groove metal La canción principal de Forever también fue nominada al Grammy por Mejor Interpretación de Metal en 2018

## Características

### Sonido
Se describe popularmente el sonido metalcore como en "un campo de guerra devastada por bombas y misiles militares"[cita requerida]

### Instrumentación
Las bandas de metalcore usualmente tienen dos guitarristas, quienes frecuentemente tocan riffs y en algunas ocasiones solos veloces y pesados influenciados del thrash metal. Las bandas de metallic hardcore usualmente tocan riffs propios del hardcore punk con alta distorsión, mientras que las bandas de metalcore melódico usualmente tocan riffs inspirados en el death metal melódico. Los bajistas suelen seguir a la guitarra en el ritmo. El baterista usualmente toca con doble pedal o doble bombo con ritmos veloces, generalmente d-beats, como parte de su influencia hardcore.[cita requerida]

### Voces
Las voces principales en el metalcore son generalmente desgarradoras. Las voces guturales fueron haciéndose comunes en los años 1990. Las bandas de metalcore generalmente combinan estas con voces melódicas.

### Contenido lírico
El metalcore inicialmente emergió del youth crew hardcore, con muchas bandas adheridas al movimiento straight edge, aunque Integrity fue una notable excepción. Earth Crisis promovía el vegetarianismo y los derechos de los animales, que tuvo un claro efecto en bandas como Converge. Converge fue también notable en enfocarse en la angustia personal y las experiencias fallidas de amor romántico. One Life Crew y otros grupos hardcore de skinheads neonazis fueron controvertidos por sus visiones políticas de derecha. Dwid Hellion, líder de Integrity, proclamaba la «Santa Iglesia del Terror del Juicio Final», que está relacionada con el satanismo. Varios miembros de metalcore contemporáneo tienen creencias cristianas: Zao, As I Lay Dying, Underoath, August Burns Red y Norma Jean son los más famosos ejemplos.

## Subgéneros y fusiones

### Mathcore
El mathcore, también llamado technical metalcore (metalcore técnico) o progressive metalcore (metalcore progresivo), es un subgénero del metalcore caracterizado por su alto nivel de interpretación técnica. Se inició con el trabajo de mediados de los años 1990 de Botch y The Dillinger Escape Plan. El término mathcore fue sugerido por analogía con el math rock. Está caracterizado por los rápidos riffs técnicos y compases inusuales. El mathcore es mucho más caótico e irregular que el metalcore, aunque sigue siendo igual de armónico, tomando influencia del metalcore melódico. Muchas veces llega a ser un mathcore/grindcore por la agresividad que adquiere. Bandas como Between the Buried and Me, Behold... The Arctopus y The Number Twelve Looks Like You son ejemplos tradicionales de bandas de mathcore.

### Deathcore
El deathcore, una amalgama de metalcore y death metal, con cierta influencia del Grindcore que fue iniciada por Despised Icon y Job for a Cowboy en los inicios de la década de los 2000. Aunque sigue siendo un subgénero del metalcore, el deathcore está fuertemente influenciado por el death metal en su velocidad, dureza y acercamiento a la cromática, uso de palm muted riffing, disonancia, y frecuentes cambios de tono. El deathcore frecuentemente usa breakdowns y riffs melódicos. Otros ejemplos incluyen As Blood Runs Black, Through the Eyes of the Dead, Suicide Silence, Carnifex (banda), All Shall Perish, Chelsea Grin.
Otros grupos también fueron influenciados por el black metal denominándose blackcore. Podemos nombrar bandas como Abigail Williams, Bleeding Through, Atvena's Wake o incluso Motionless In White en sus primeros trabajos. El género tomó popularidad gracias a bandas como Carnifex, Lorna Shore, Make Them Suffer o Betraying the Martyrs.

### Electronicore
Electronicore, synthcore o electronic hardcore se caracteriza por la instrumentación típica del metalcore, los breakdowns y el uso de secuenciadores, sintetizadores electrónicos generadores de tonos, voces con autotune y voces gritadas. Enter Shikari fue pionero con su fusión de trance con post - hardcore. Attack Attack! popularizó el género con su mezcla de techno, electropop y dance. Luego muchas otras bandas como Abandon All Ships, Casino Madrid, Fear and Loathing In Vegas, Eskimo Callboy, Asking Alexandria, Capture The Crown, Make Me Famous o Upon This Dawning adoptaron un sonido similar.
La banda italiana Hopes Die Last y la banda japonesa Crossfaith incorporaron elementos del dubstep a su sonido mientras que la banda estadounidense I See Stars en su álbum New Demons experimentaron con drum & bass, dubstep y diferentes géneros del EDM.
The Browning y We Butter The Bread With Butter optaron por un sonido más pesado mezclando metalcore con deathcore y metal industrial

### Nu Metalcore[103]
A principio de los 2000s ya existían grupos como 40 Below Summer, Torch, Insane y Black Bomb A que comenzaron a combinar metalcore y deathcore con nu metal.
La banda japonesa Maximum The Hormone, alcanzó una leve popularidad tras interpretar el opening y el ending de Death Note. Esta banda mezcla metalcore con nu/rap metal, funk rock, grindcore, hardcore punk y j-pop.
Sin embargo, no fue hasta la aparición de Emmure, Attila y más tarde Suicide Silence en su álbum The Black Crown que este subgénero empezó a ganar popularidad. Bandas como Of Mice & Men, Issues y Motionless In White en sus últimos trabajos ganaron popularidad moderada en la década de 2010 utilizando elementos del nu metal. Otros ejemplos podemos mencionar a Stray From The Path, My Ticket Home y otros de mitad de los 2010 como Blood Youth, Cane Hill, Sworn In, DangerKids, Islander y Ocean Grove
Grupos británicos como Holding Absence, Lotus Eater y Loathe (esta última con su mezcla de metalcore, nu metal, metal progresivo y shoegaze) según NME y Metal Hammer están llevando a cabo una "nueva ola de música pesada británica"

### Metalcore progresivo
El metalcore progresivo, metalcore técnico o "djentcore" es una fusión de metal progresivo y metalcore caracterizada por elementos "atmosféricos", instrumentación compleja y breakdows influenciados por el djent. After the Burial es un pionero del género, se formó en 2004 y según AXS, "After The Burial tocan metalcore progresivo y han sido un contribuyente clave al sonido de djent"  Bandas representativas del género son Textures,I, The Breather, Born Of Osiris, Veil Of Maya, Northlane, Make Them Suffer (en sus últimos trabajos), Spiritbox, Architects, Crystal Lake, Volumes, ERRA e Invent Animate

## Cultura popular
Varios comediantes y músicos han hecho videos y canciones parodiando al género ganando popularidad en la plataforma Youtube, entre ellos Jared Dines y Jarrod Alonge. En 2015, Jarrod Alonge lanzó en su canal de Youtube su disco Beating a Dead Horse. El álbum presenta siete bandas ficticias diferentes creadas por Alonge para satirizar los tropos y las características del género.
Gracias a la serie de álbumes de Fearless Records, Pop Goes Punk, varios artistas han reversionado canciones famosas de pop, hip hop o EDM en el género metalcore

## Escenas locales

### Reino Unido
Algunas de las bandas más reconocidas del género como Bullet For My Valentine, Bury Tomorrow, Asking Alexandria, Bring Me The Horizon, Architects o While She Sleeps salieron de este país. Además nuevas bandas del género están surgiendo como Sleep Token, Loathe, Lotus Eater o Holding Abscence. 

### Australia
La escena australiana ha dado gran cantidad de grupos como Thy Art Is Murder, Make Them Suffer, Parkway Drive, I Killed The Prom Queen, Justice For The Damned, Alpha Wolf,Void of Vision, Confession, The Amity Affliction, Dream On, Dreamer, In Hearts Wake, Ocean Grove, Capture, Dealer, Polaris, Northlane o The Brave.

### Francia
Las bandas más populares del género son Betraying The Martyrs, Chunk! No, Captain Chunk! y Rise Of The Northstar. Luego surgieron otras como Novelists (FR), LVNDMARKS, Resolve! o Ten56 (proyecto paralelo de Aaron Matts). Durante la pandemia, varios grupos surgieron como Ashen, Two Trains Left, Oakman (con influencias emo y pop punk) o Glassbone (con influencias de metallic hardcore).

### Japón
Además de bandas como Maximum the Hormone, Crossfaith o Crystal Lake, varias bandas de J-Rock y Visual Kei han incorporado elementos del metalcore, deathcore o electronicore a su estilo musical y estético como Dir In Grey, The Gazette, Sprit D' Air, Lynch, 12012, SCREW, Delui, UNDIVIDED, Cell, Hybrid-Zombiez, Unsraw, Deathgaze, Nocturnal Bloodlust, Imperial Circus Dead Decadence y Dio – Distraught Overlord.

### Alemania
El país germano dio origen a bandas del estilo metalcore melódico como Deadlock, Neaera, Maroon, Heaven Shall Burn, Caliban, Callejon o Any Given Day. Dentro del estilo electronicore surgieron bandas como We Butter the Bread with Butter y otras con un estilo más festivo y cómico como Electric Callboy mientras que War from a Harlots Mouth muestra un sonido más cercano al mathcore.

### Rusia
El género tomó gran popularidad en el país dentro del circuito underground, aunque han alcanzado moderada popularidad otras como Stigmata, Amatory, Icon In Me, My Autumm, Slaughter to Prevail o The Korea.